# Ctenomys lewisi
Ctenomys lewisi е вид бозайник от семейство Тукотукови (Ctenomyidae).

## Разпространение
Видът е разпространен в Боливия.